# Алтыкардеш, Таха
Та́ха Алтыкарде́ш (тур. Taha Altıkardeş; род. 22 августа 2003, Бурса, Турция) — турецкий футболист, защитник клуба «Гёзтепе».

## Карьера
До 2021 года играл за молодёжные команды «Бурсаспора». За основную команду впервые вышел на поле 8 февраля 2021 года в матче Первой лиги с «Гиресунспором». В январе 2022 года перешёл в «Трабзонспор». В Суперлиге дебютировал 30 мая 2023 года в матче с «Гиресунспором», выйдя на замену вместо Эрена Элмалы. В июле перешёл в «Гёзтепе» свободным агентом. Дебютировал за клуб 13 августа в матче Первой лиги с «Сакарьяспором», 12 ноября отметился дублем в ворота «Эрзурумспора».

## Карьера в сборной
Выступал за национальные команды Турции до 19 и 21 года.